# Sluneční buk
Sluneční buk (nebo též Buk u křížku na Pekelském vrchu) je památný strom buku lesního (Fagus sylvatica) rostoucí na úbočí Pekelského vrchu ve Frýdlantském výběžku Libereckého kraje na severu České republiky. Lokalita, kde strom roste, je součástí katastrálního území města Raspenava. Od tohoto sídla je přístupný po cestě, a to jednak z jižně položeného Luhu nebo z východně se nacházejícího Pekla. Strom současně roste na jihozápadní hranici přírodního parku Peklo a je součástí tohoto chráněného území. Jedinec dosahuje výšky 25 metrů a obvod jeho kmene činí 532 centimetrů.
K vyhlášení památkové ochrany stromu došlo na základě rozhodnutí městského úřadu ve Frýdlantě vydané 28. prosince 2001, jež nabylo účinnosti 22. ledna 2002.
U stromu se nachází Sluneční kříž, někdy zvaný též Luisin sluneční kříž. Je od něj výhled do okolí. Jméno kříže odkazuje na Luisu Richterovou, manželku majitele zdejší továrny Richtera. Kříž původně stával v Luisině rodišti u Litoměřic. Odtud jej ale Luisa nechala převézt, zrestaurovat a osadit na současném místě.